# (34539) 2000 SL223
2000 SL223 (asteroide 34539) é um asteroide da cintura principal. Possui uma excentricidade de 0.01954150 e uma inclinação de 1.12333º.
Este asteroide foi descoberto no dia 27 de setembro de 2000 por LINEAR em Socorro.